# Archeparchie prešovská

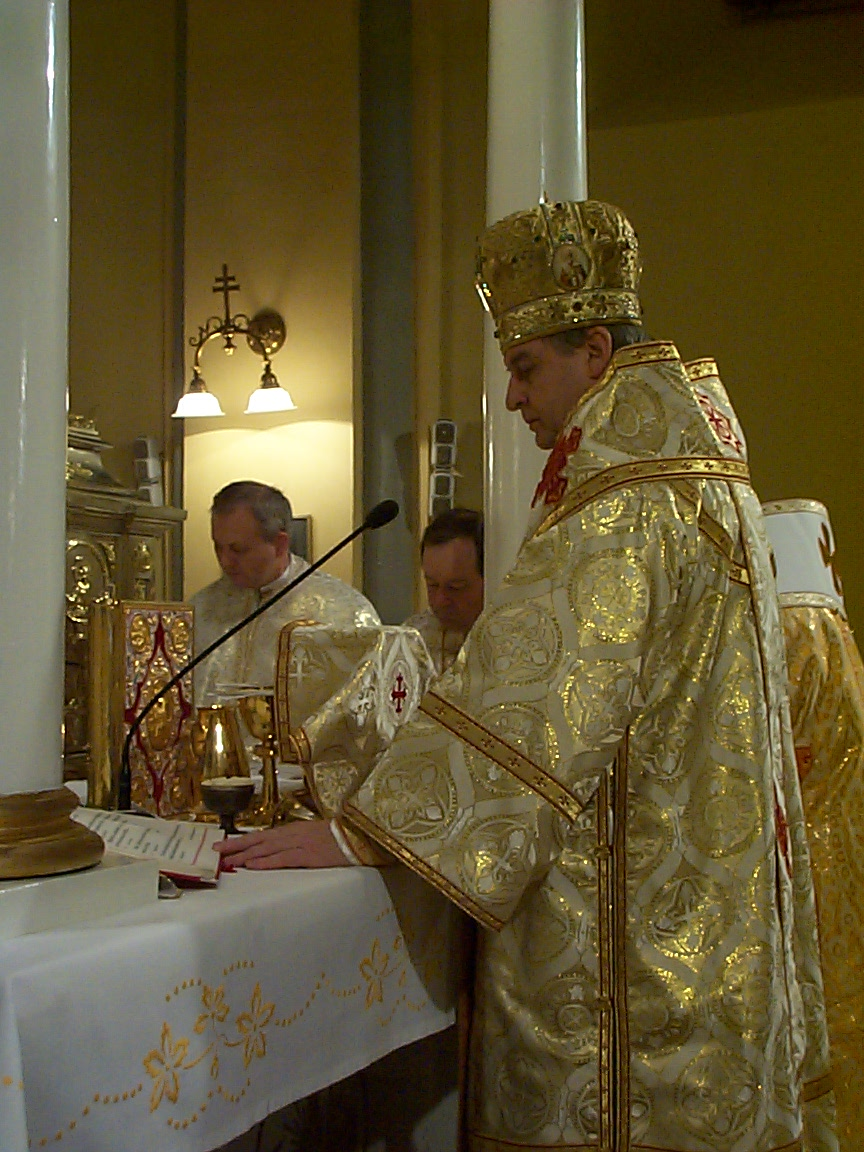
Ján Babjak ještě jako eparcha prešovský při slavení božské liturgie ve své katedrále (únor 2003)

Archieparchie prešovská je řeckokatolická archieparchie, jejíž archieparcha je zároveň řeckokatolickým metropolitou slovenským a sídlí v Prešově. Prvním archieparchou byl Ján Babjak, po jeho emerituře v roce 2022 byl řízením pověřen bratislavský eparcha Peter Rusnák. V roce 2024 byl vysvěcen a ustanoven za archieparchu a metropolitu Jonáš Maxim.

## Historie
Archieparchie prešovská vznikla jako eparchie prešovská 22. září 1818 vydělením z eparchie mukačevské, když papež Pius VII. bulou Relata semper kanonicky schválil její založení císařem Františkem ze 3. listopadu 1815. 28. dubna 1950 ji komunistický režim zrušil a její věřící i majetek administrativně připojil k pravoslavné církvi.
Církev na území nefungující eparchie přežívala jednak uvnitř pravoslavné církve, jednak v podzemí. V roce 1969 byla eparchie obnovena, většina budov však zůstala v rukou pravoslavné církve, majetek byl řeckokatolíkům pravoslavnými částečně navrácen až po sametové revoluci.
V roce 1996 byl od ní oddělen apoštolský exarchát v České republice, v roce 1997 apoštolský exarchát košický. 30. ledna 2008 byla eparchie přeměněna na metropolitní archieparchii. Spolu s eparchií bratislavskou, která z ní byla u té příležitosti vydělena, a eparchií košickou tvoří řeckokatolickou církev na Slovensku.